# Great Lakes Airlines

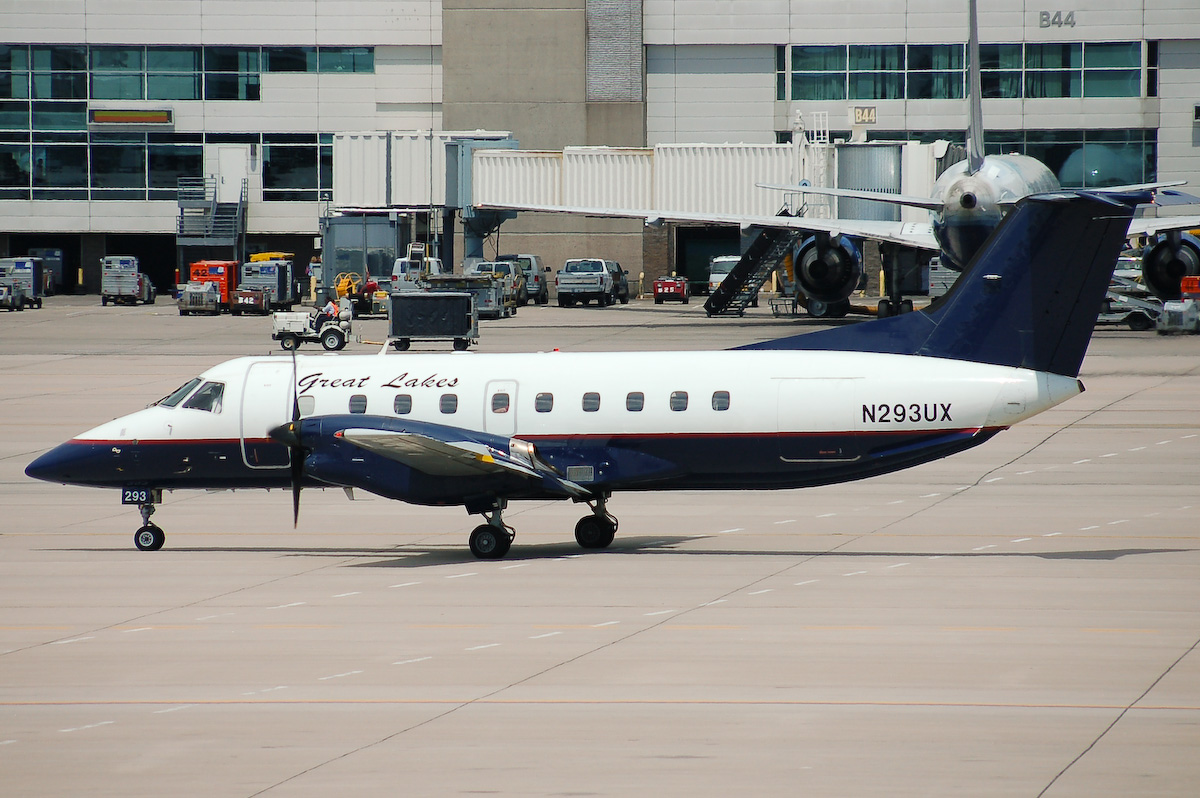
Un Embraer EMB-120 de Great Lakes Airlines

Great Lakes Airlines était une compagnie aérienne régionale américaine.
Elle cesse ses activités le 27 mars 2018.

## Flotte
Au moment de sa fermeture, Great Lakes opérait les appareils suivants:
| Appareils              | Total | Passagers |
| ---------------------- | ----- | --------- |
| Embraer EMB 120        | 6     | 30        |
| Beechcraft Beech 1900D | 24    | 19 ou 9   |
| Total                  | 30    |           |